# Шрамм, Андрей Андреевич
Андрей Андреевич Шрамм (нем. Ferdinand Heinrich Schramm; 1792—1867) — генерал-лейтенант, комендант Свеаборгской крепости. Брат генерал-лейтенанта, начальника Сибирского кадетского корпуса Ф. А. Шрамма.

## Биография
Родился 16 (27) января 1792 года в Ревеле, происходил из дворян Эстляндской губернии.
Образование получил в Училище колонновожатых, по окончании которого в 1810 году вступил на службу колонновожатым в свиту Его Величества по квартирмейстерской части (будущий Генеральный штаб).
Со дня вступления на службу по февраль 1811 года Шрамм находился при съемке Лифляндской губернии, а потом был командирован в Санкт-Петербург.
В Отечественную войну 1812 года Шрамм состоял при 3-й кавалерийской дивизии, с которой принимал участие в арьергардном сражении при Витебске, за что получил Знак отличия военного ордена. С 10 августа того же года состоял при генерал-квартирмейстере большой действующей армии и был в боях при Колоцком монастыре, на Шевардинском редуте и генеральном сражении при Бородино; за отличие в этих делах он 10 сентября получил первый офицерский чин — прапорщика. Затем принимал участие ещё во многих главных сражениях Отечественной войны, в том числе при Тарутине, Малоярославце, Вязьме, Красном и был в преследовании неприятеля до Вильно.
В 1813—1814 годах был в Заграничных походах. За битву при Лейпциге Шрамм получил чин подпоручика. Кроме того он принимал участие в сражениях при Люцене, Бауцене, Дрездене, Бриенне, Арси-сюр-Об, Фершампенуазе и завершил этот поход участием в штурме Парижа, за что был награждён орденом св. Владимира 4-й степени с бантом.
В 1815 году за отличие произведён в поручики и 30 августа 1818 года — в штабс-капитаны. Затем он состоял при 1-й гвардейской дивизии, топографическом отделении канцелярии генерал-квартирмейстера, начальнике Главного штаба и при канцелярии генерал-квартирмейстера Главного штаба. В 1816—1819 годах он находился на съёмках в Новгородской губернии и по итогах их составил топографическую карту губернии; 8 апреля 1821 года произведён в капитаны, 29 марта 1825 года — в подполковники, в 1829 году — в полковники. Здесь он много занимался обустройством военных поселений.
В 1827 году назначен обер-квартирмейстером в Отдельный Финляндский корпус, под начальство генерал-адъютанта графа Закревского. В 1835 году назначен начальником военно-топографической съемки Финляндии, хотя фактически возглавлял её с 1830 года.
В 1842 году был назначен обер-квартирмейстером Отдельного Оренбургского корпуса и принимал участие в Зимнем походе в Хиву 1839—1840 годов, также неоднократно выезжал в степь для поиска разбойничьих хивинских партий и проведения топографических съёмок.
В Оренбурге Шрамм оставался до 3 июля 1843 году, когда был переведён на Кавказ, причём 11 апреля того же года был произведён в чин генерал-майора. Здесь Шрамм был назначен членом совета главного управления Закавказским краем и заведующим учебной частью, с прикомандированием к Министерству народного просвещения.
В 1847 году Шрамм, согласно прошению, оставил службу на Кавказе и был зачислен по армии для назначения комендантом при открытии вакансий в одной из северных губерний, а в следующем 1848 году был назначен Гельсингфорским комендантом. В войну 1854—1855 годов соединённый англо-французский флот бомбардировал Свеаборгскую оборонительную позицию; Шрамму за отражение неприятельской атаки объявлено Высочайшее благоволение.
10 сентября 1862 года он был произведён в чин генерал-лейтенанта. Спустя 5 лет, 10 (22) июня 1867 года он скончался в Гельсингфорсе, по-прежнему занимая должность коменданта.

## Награды
Среди прочих наград Шрамм имел следующие:
- Знак Отличия Военного ордена святого Георгия (1812 год)
- Орден Святого Владимира 4-й степени с бантом (1814 год)
- Орден Святой Анны 2-й степени (1826 год, императорская корона к этому ордену пожалована в 1840 году)
- Орден Святого Георгия 4-й степени (1 декабря 1838 года, за беспорочную выслугу 25 лет в офицерских чинах, № 5719 по кавалерскому списку Григоровича — Степанова)
- Орден Святого Станислава 2-й степени с императорской короной (1842 год)
- Орден Святого Владимира 3-й степени с мечами (1860 год)